# Prințul Leopold al Bavariei
Leopold Maximilian Joseph Maria Arnulf, Prinz von Bayern (n. 9 februarie 1846 - d. 28 septembrie 1930) a fost al doilea fiu al lui Luitpold, Prinț Regent al Bavariei (1821–1912) și al soției lui, Arhiducesa Augusta de Austria (1825–1864). A fost Generalfeldmarschall în armata germană și austro-ungară pe fronul de est în Primul Război Mondial.

## Biografie

### Cariera militară

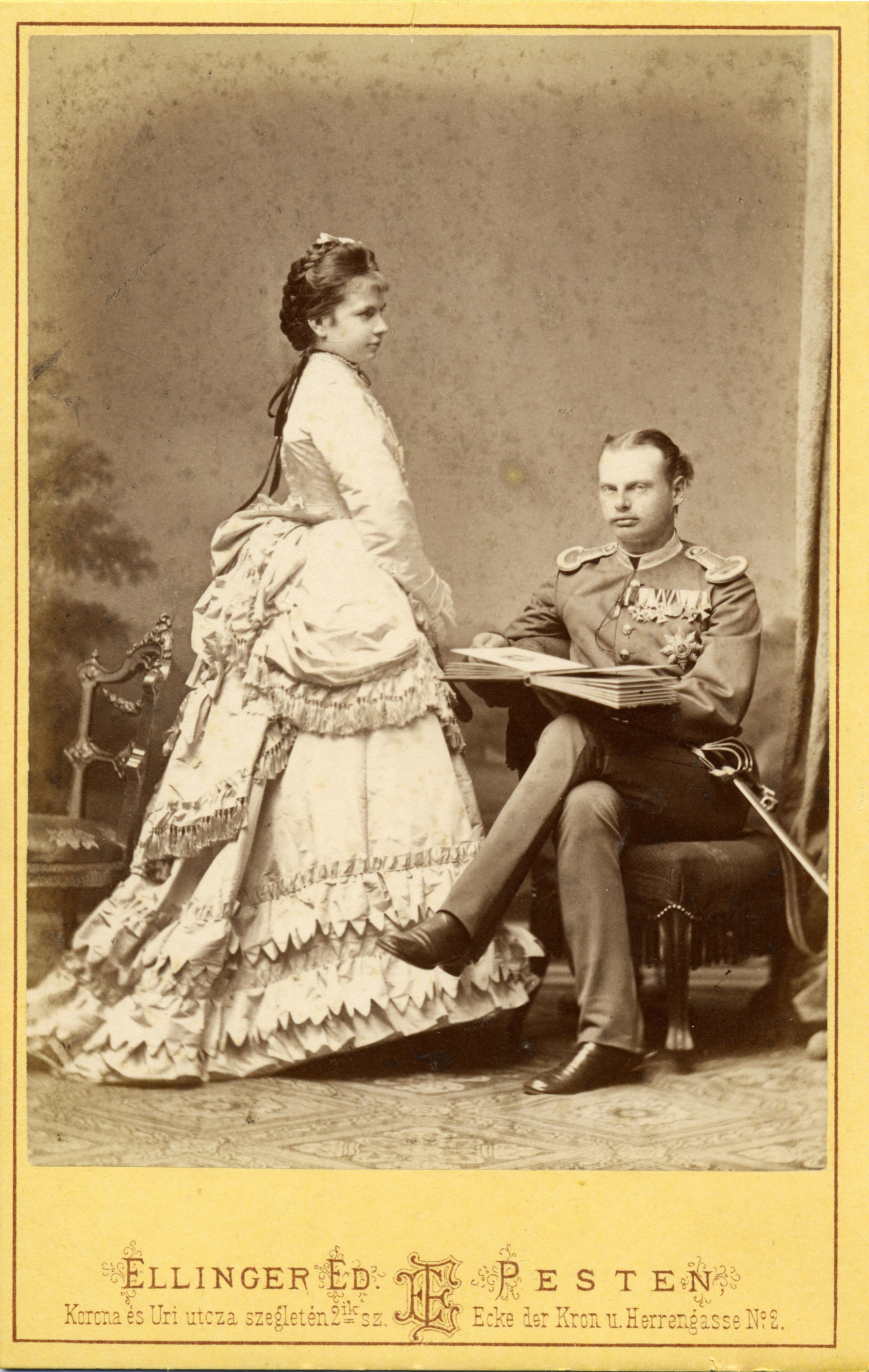
Prințul Leopold cu logodnica sa, Arhiducesa Gisela de Austria, 1872.

Prințul Leopold a intrat în armata bavareză la vârsta de 15 ani și a devenit locotenent la 28 noiembrie 1861.  Prima sa luptă a avut loc în cadrul războiului austro-prusac din 1866 unde el a comandat o baterie de artilerie la Kissingen și Rossbrunn.
În 1870, regele Ludwig al II-lea al Bavariei, l-a trimis pe Leopold pe câmpurile de luptă din Franța, unde armata bavareză se lupta alături de armata prusacă în războiul franco-prusac. A servit în regimentul 3 bavarez de artilerie. A fost promovat la rang de maior în decembrie 1870. Pentru actele sale de curaj împotriva inamicului el a primit Crucea de Fier clasele 1 și 2, cavaler al ordinul militar de merit clasa 1, cavaler al Crucii Ordinului militar Max Joseph, cea mai înaltă distincție militară bavareză și decorații de la mai multe alte state germane.
În anii de după război, Prințul Leopold și-a petrecut cea mai mare parte a timpului călătorind, a vizitat Africa, Asia și alte țări din Europa. S-a căsătorit la 20 aprilie 1873 la Viena cu verișoara sa de gardul doi, Arhiducesa Gisela a Austriei, fiica împăratului Franz Joseph al Austriei și a împărătesei Elisabeta. 
Leopold a rămas în armata bavareză și în cele din urmă a fost promovat la rangul de mareșal (Generalfeldmarschall) la 1 ianuarie 1905. S-a retras din serviciul activ în 1913.